# Ausencia de mí
Ausencia de mí es una película documental coproducción de Uruguay y Argentina filmada en colores dirigida por Melina Terribili sobre su propio guion que se estrenó el 25 de abril de 2019. 

## Sinopsis
En 2014 las hijas del cantante uruguayo Alfredo Zitarrosa (1936-1989) entregaron al estado sus archivos personales relativos a su padre  consistentes en  ropa, pertenencias, grabaciones y escritos garabateados. Con ellos así como películas caseras y grabaciones de audio de la familia Zitarrosa la directora construye este documental.

## Comentarios
Neil Young en el Hollywood Reporter opinó sobre el filme:

”…un biodocumental poético pero ardiente sobre el cantante uruguayo… crónica informativa y conmovedora de creatividad y desafío… un compendio fragmentario de imágenes y sonidos, haciendo un uso copioso de las colecciones de películas caseras y grabaciones de audio… evocan vívidamente la compleja vida interior de Zitarrosa mientras la ubican en sus contextos históricos y sociales adecuados…una oda conmovedora a la creatividad resiliente en circunstancias difíciles. Demuestra que si bien la propia "canción" de Zitarrosa pudo haber terminado, la melodía de su espíritu perdura indomable.”

Paraná Sendrós en Ámbito Financiero escribió:

” Respetuosa y atenta, la documentalista Melina Terribili hilvana la donación y las tareas de restauración con las etapas del exilio…Es tocante oír de nuevo sus silbidos, su guitarra acriollando una pieza barroca que acaba de oír por radio. Y emociona ver los noticieros del regreso, con la enorme multitud de gente que fue a recibirlo y acompañarlo en el camino, y el momento en que cantó el “Adagio a mi país” en un estadio. Pero ya no era su país. La última imagen lo muestra en el cumpleaños de 15 de la hija mayor, contento y triste al mismo tiempo. Solo 20 días después murió. Tenía 52 años.